# Bad at Love
Bad at Love è un singolo della cantante statunitense Halsey, pubblicato il 22 agosto 2017 come secondo estratto dal secondo album in studio Hopeless Fountain Kingdom.

## Descrizione
La canzone è una ballata R&B e pop in cui l'artista riflette sui suoi amori passati e su cosa abbia sbagliato nelle varie relazioni.

## Promozione
Halsey ha esibito Bad at Love all'iHeartRadio Music Festival il 28 settembre 2017, mentre il successivo 9 novembre l'ha portato all'Ellen DeGeneres Show. Nel corso del 2018 l'artista ha cantato il brano al Saturday Night Live il 14 gennaio, al Good Morning America il 2 giugno e agli iHeartRadio Music Awards 2018 il 26 agosto.

## Video musicale
Il video musicale, diretto da Halsey stessa assieme a Sing J Lee, è stato reso disponibile su YouTube il 30 agosto 2017.

## Tracce
Testi e musiche di Ashley Frangipane, Eric Frederic, Justin Tranter e Rogét Chahayed.
Download digitale – Remixes
1. Bad at Love (Dillon Francis Remix) – 3:20
2. Bad at Love (Hook N Sling Remix) – 2:51
3. Bad at Love (Klangkarussell Remix) – 3:50
4. Bad at Love (Autograf Remix) – 3:21
5. Bad at Love (Generik Remix) – 2:46

## Successo commerciale
Nella Billboard Hot 100 statunitense Bad at Love ha debuttato all'81º posto nella classifica del 23 settembre 2017. Dopo tre mesi è entrato in top ten al numero 8 con 28 000 copie digitali, 78 milioni di ascolti radiofonici e 15,8 milioni di streams, divenendo il primo singolo da solista di Halsey a varcare la regione. Ha poi trovato la sua posizione massima al 5º posto nella pubblicazione del 27 gennaio 2018, dopo aver raggiunto oltre 109 milioni di radioascoltatori.

## Classifiche

### Classifiche settimanali
| Classifica (2015-16) | Posizione massima |
| -------------------- | ----------------- |
| Australia            | 42                |
| Canada               | 22                |
| Portogallo           | 72                |
| Repubblica Ceca      | 48                |
| Slovacchia           | 39                |
| Stati Uniti          | 5                 |

### Classifiche di fine anno
| Classifica (2015) | Posizione |
| ----------------- | --------- |
| Canada            | 69        |
| Stati Uniti       | 27        |

## Date di pubblicazione
| Paese                 | Data           | Formato                  | Nota   |
| --------------------- | -------------- | ------------------------ | ------ |
| Stati Uniti d'America | 22 agosto 2017 | Contemporary hit radio   | [ 9 ]  |
| Stati Uniti d'America | 9 ottobre 2017 | Adult contemporary radio | [ 29 ] |